# Бостон (Джорджія)
Бостон (англ. Boston) — місто (англ. city) в США, в окрузі Томас штату Джорджія. Населення — 1207 осіб (2020).

## Географія
Бостон розташований за координатами 30°47′28″ пн. ш. 83°47′22″ зх. д. / 30.79111° пн. ш. 83.78944° зх. д. (30.791208, -83.789351).  За даними Бюро перепису населення США в 2010 році місто мало площу 5,85 км², з яких 5,84 км² — суходіл та 0,01 км² — водойми.

## Демографія
Згідно з переписом 2010 року, у місті мешкало 1315 осіб у 507 домогосподарствах у складі 335 родин. Густота населення становила 225 осіб/км².  Було 615 помешкань (105/км²).
Расовий склад населення:
| - 65,3 % — чорних або афроамериканців - 32,9 % — білих - 0,5 % — корінних американців |

До двох чи більше рас належало 0,9 %. Частка іспаномовних становила 2,1 % від усіх жителів.
За віковим діапазоном населення розподілялося таким чином: 26,8 % — особи молодші 18 років, 58,4 % — особи у віці 18—64 років, 14,8 % — особи у віці 65 років та старші. Медіана віку мешканця становила 38,7 року. На 100 осіб жіночої статі у місті припадало 83,1 чоловіків;  на 100 жінок у віці від 18 років та старших — 81,7 чоловіків також старших 18 років.
Середній дохід на одне домашнє господарство  становив 33 263 долари США (медіана — 24 261), а середній дохід на одну сім'ю — 37 846 доларів (медіана — 35 060). Медіана доходів становила 35 446 доларів для чоловіків та 24 375 доларів для жінок. За межею бідності перебувало 32,8 % осіб, у тому числі 45,7 % дітей у віці до 18 років та 18,7 % осіб у віці 65 років та старших.
Цивільне працевлаштоване населення становило 472 особи. Основні галузі зайнятості: освіта, охорона здоров'я та соціальна допомога — 28,8 %, сільське господарство, лісництво, риболовля — 16,9 %, мистецтво, розваги та відпочинок — 10,8 %, виробництво — 10,0 %.